# 沃爾夫·馮·鮑迪辛
沃爾夫·施特凡·特勞戈特·馮·鮑迪辛伯爵（德語：Wolf Stefan Traugott Graf von Baudissin，1907年5月8日—1993年6月5日）是一位德國陸軍將領、和平學研究者、農學家，最高軍階為中將，曾服役於威瑪防衛軍、德意志國防軍以及德國聯邦國防軍。
鮑迪辛曾於第二次世界大戰期間擔任埃爾溫·隆美爾元帥麾下的非洲軍參謀軍官，但於1941年被盟軍俘虜。戰後，鮑迪辛成為聯邦國防軍的創始人之一，與約翰·馮·基爾曼塞格、乌尔里希·德梅齐埃齊名，除了是奠定重整軍備計畫的《希默洛德備忘錄》起草者之一外，特別是對聯邦國防軍軍人的指揮領導理念——「內部指導」原則的建立起到決定性作用。聯邦軍軍人有別於傳統德國軍人，為「穿制服的公民」（Bürger in Uniform），士兵必須能夠依照基本民主原則行事，不得與軍事命令發生衝突。軍隊必須由穿著制服的普通公民組成，而不是一個「國中之國」。鮑迪辛在很大程度上參與了西德以及後來的全德國防軍聯邦國防軍的建設，並在北約擔任要職。
退伍後，鮑迪辛在漢堡大學創辦了和平研究所，並擔任首任所長。

## 生平

### 早年
鮑迪辛於1907年5月8日出生在德意志帝國特里尔，父親西奧多·格拉夫·馮·鮑迪辛是信仰新教的行政司法官員，曾為諾伊施塔特與馬林韋德的郡長，母親埃利斯·馮·博爾克（Elise von Borcke）則是波美拉尼亞大地主（邁森貴族）之女，為家中的獨生子，其家族名可能來自於城市包岑的索布語形式。鮑迪辛的童年於西普魯士度過，1914年秋就讀諾伊施塔特的初等學校，1916年文理中學、1921年轉至馬林韋爾德的文理中學，1925年高中畢業。1925年11月初，鮑迪辛入學柏林腓特烈·威廉大學法學院，學習兩學期的法律、歷史和經濟學。之後鮑迪辛國防軍陸軍第9步兵團擔任一年的候補軍官。1927年，鮑迪辛自願退役，轉而在國內外研習農業經營。1930年，於慕尼黑工業大學取得農業學位，之後又回到軍中服役，經過進一步的軍事訓練後於1933年被任命為少尉。1938年，他開始在柏林戰爭學院接受參謀軍官訓練。

### 第二次世界大戰
第二次世界大戰爆發時，鮑迪辛已官拜中校，擔任參謀長副官。鮑迪辛曾於埃爾溫·隆美爾指揮的非洲軍擔任第三參謀官。1941年4月5日，在搭乘He 111轟炸機時被英軍防空炮於埃爾阿德姆擊落，隨後被俘，隨後被關押於澳洲維多利亞杜林希爾戰俘營。1947年，鮑迪辛被遣返德國，並與雕塑家多纳-施洛比滕女伯爵達格瑪·布格（Dagmar Burggräfin）結婚。

### 聯邦國防軍時期

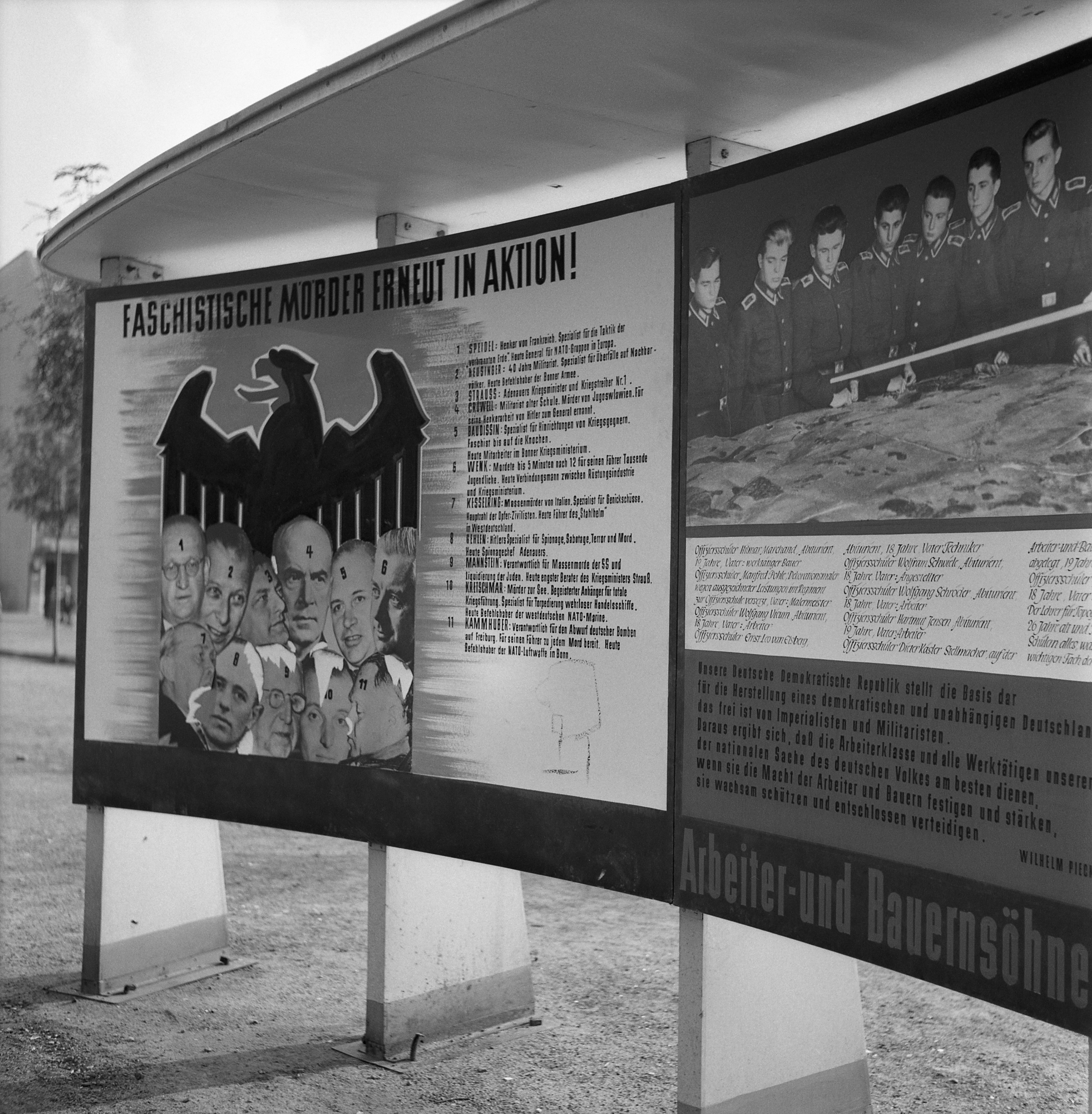
東德一塊看板將鮑迪辛描述為專門處決反戰者的法西斯主義者

1950年10月，鮑迪辛參與起草《希默洛德備忘錄》，這是為西德重新武裝所做的秘密準備之一。1951年，接掌了「布蘭克機構」中的「內部結構」（Das innere Gefüge）部門。鮑迪辛制定了所謂的「內部指導」原則，以及「穿制服的公民」（Bürger in Uniform）定義，這些概念後來成為聯邦國防軍的基石，目的是確保士兵不需服從導致戰爭罪行的命令、士兵也不再享有崇高的地位，而只是身穿制服的普通公務員。1956年，鮑迪辛晉升上校。
1958年至1961年，鮑迪辛轉入野戰部隊，擔任後來的第4裝甲擲彈兵旅旅長。1961年起，鮑迪辛轉調至北約相關部門工作，先駐於楓丹白露擔任北約總部的作戰與情報部主管，之後於1963年擔任巴黎北约防务学院院長，自1965年起擔任位於巴黎、後來遷至比利時卡斯托的北約歐洲最高司令部參謀副主任。1967年，鮑迪辛以中將軍階退役。

### 晚年
1969年，他出版了《為和平而戰的士兵——當代德國聯邦國防軍的構想》（Soldat für den Frieden – Entwürfe für eine zeitgemäße Bundeswehr）。從1971年到1984年，鮑迪辛在漢堡大學創辦了和平研究所，並擔任首任所長，1979年又獲聘為該校教授。鮑迪辛於1981年表達過對北約「雙軌決策」的質疑，認為這些飛彈在軍事上的價值無法合理化它們對盟國造成的損害。1968年，鮑迪辛加入德國社會民主黨，並在1972年支持威利·勃蘭特競選活動 。1980年至1986年，他擔任漢堡德國陸軍大學社會科學講師。
1993年6月5日，鮑迪辛去世，享年86歲。科布倫茨的「內部指導中心」（Zentrum für Innere Führung）的一間大講堂，以及位於漢堡阿尔托纳区、奧斯多夫的一處軍營都以鮑迪辛名字命名以茲紀念 。鮑迪辛被德國「民主歷史場所工作小組」（Arbeitsgemeinschaft Orte der Demokratiegeschichte）評為「德國民主的先驅」之一，是過去200年中對德國民主建設貢獻的代表人物之一。

## 著作
- . München: Piper. 1969: 335. ISBN 3-492-01792-4 （德语）.
- . München: Piper. 1984. ISBN 3-492-00542-X （德语）.
- . Bonn: Bouvier. 2001. ISBN 3-416-02987-9 （德语）.
- . Göttingen: Vandenhoeck & Ruprecht. 2006  [2025-06-03]. ISBN 3-525-57121-6. （原始内容存档于2025-05-30） （德语）.

## 註腳
1. ↑  . www.munzinger.de.   [2025-06-03] （德语）.
2. ↑  Förster（2007年），第18页
3. 1 2 3 4 5 6 7 8  . www.hdg.de. Stiftung Deutsches Historisches Museum, Stiftung Haus der Geschichte der Bundesrepublik Deutschland.   [2022-06-21] （德语）.
4. ↑  . www.munzinger.de.   [2022-06-21].
5. ↑  . 1952: 1 （挪威语）.
6. ↑  Neven-du Mont, Jürgen. . Oslo: Gyldendal. 1970: 167 （挪威语）.
7. ↑  . Oslo: Oslo militære samfund: 569. 1966 （挪威语）.
8. ↑   (11). Forsvaret: 28. 1990 （挪威语）.
9. ↑  Helge Groth. . Oslo: Oslo militære samfund: 742–759. 1955 （挪威语）.
10. ↑  : 324. 1970 （挪威语）.
11. ↑  . 1964: 2 （挪威语）.
12. ↑  . 1958: 2, 6 （挪威语）.
13. 1 2  . demokratie-geschichte.de.   [2021-07-23].
14. ↑  . www.hdg.de. Stiftung Deutsches Historisches Museum, Stiftung Haus der Geschichte der Bundesrepublik Deutschland.   [2022-07-24] （德语）.
15. ↑  . 1981: 6 （挪威语）.